# 名古屋文理大学
名古屋文理大学（なごやぶんりだいがく、英語: Nagoya Bunri University、公用語表記: 名古屋文理大学）は、愛知県稲沢市稲沢町前田365に本部を置く日本の私立大学。1956年創立、1999年大学設置。大学の略称は名古屋文理、文理大、名文大、NBU。

## 概観
「食と栄養と情報」をテーマに、実践的な教育・研究が行われている。

## 沿革
沿革節の主要な出典は公式サイトを参照。

### 略歴
1941年（昭和16年）創立の農林省財団食糧科学研究所を起源とし、1999年（平成11年）に名古屋文理大学を愛知県稲沢市に開学。

### 年表
- 1941年（昭和16年）10月 : 創立の農林省財団食糧科学研究所を創立。
- 1956年（昭和31年）5月 : 名古屋市西区に名古屋栄養専門学院を開設。
- 1966年（昭和41年）4月 : 名古屋栄養短期大学開学。
- 1983年（昭和58年）4月 : 愛知県稲沢市に稲沢キャンパスを開設。
- 1986年（昭和61年）4月 : 情報処理学科を設置。
- 1988年（昭和63年）4月 : 名古屋文理短期大学に改称。
- 1990年（平成2年）4月 : 経営学科を設置。
- 1999年（平成11年）4月 : 名古屋文理大学（愛知県稲沢市）を開学、情報文化学部（情報文化学科、社会情報学科）を設置。
- 2003年（平成15年）4月 : 健康生活学部（健康栄養学科）を開設。
- 2005年（平成17年）4月 : 名古屋文理短期大学（名古屋キャンパス）を名古屋文理大学短期大学部に改称。健康生活学部にフードビジネス学科を開設。
- 2008年（平成20年）4月 : 情報文化学部にPR学科を設置。
- 2012年（平成24年）4月 : 情報文化学部を改組し情報メディア学部（情報メディア学科）を設置。
- 2025年（令和7年）4月 : 大学院健康情報学研究科を開設。

## 学部・学科

### 稲沢キャンパス
- 情報メディア学部
  - 情報メディア学科 
    - 4コース：情報システム／映像メディア／サウンド制作／メディアデザイン
- 健康生活学部
  - 健康栄養学科（管理栄養士養成施設）
  - フードビジネス学科

### 名古屋キャンパス
- 短期大学部（名古屋文理大学短期大学部）
  - 食物栄養学科 
    - 栄養士専攻（栄養士養成施設）
    - 製菓専攻

- ［姉妹校］名古屋文理栄養士専門学校（栄養士養成施設）

## 大学院

### 稲沢キャンパス
- 健康情報学研究科
  - 健康情報学専攻（修士課程）

## 理事長
- 滝川嘉彦

## 学長
- 景山節

## 所在地
- 〒492-8520：愛知県稲沢市稲沢町前田365

## 近隣施設
- 稲沢市荻須記念美術館（稲沢市美術館大学パートナーシップ事業参画）
- 稲沢公園
- 稲沢西中学校
- 尾張大国霊神社（国府宮神社）
- 国府宮駅
- 性海寺
- 名古屋文理大学文化フォーラム（稲沢市民会館）
- アピタタウン稲沢／ユナイテッド・シネマ稲沢
- リーフウォーク稲沢
- 豊田合成記念体育館（エントリオ）

## 高大連携協定高校
- 愛知県立一宮商業高等学校
- 啓明学館高等学校
- コードアカデミー高等学校
- 名古屋市立西陵高等学校
- 愛知県立美和高等学校
- 愛知県立佐屋高等学校
- 愛知県立稲沢緑風館高等学校
- 愛知県立春日井東高等学校
- 清林館高等学校
- 愛知県立稲沢東高等学校（2024年度末に稲沢緑風館高校に統合）
- 愛知県立尾西高等学校（2024年度末に稲沢緑風館高校に統合）
- 愛知県立稲沢高等学校（2024年度末に稲沢緑風館高校に統合）

## 産学連携協定先連携協定先
- 一宮商工会議所
- 稲沢商工会議所
- 株式会社サガミホールディングス
- 株式会社十六銀行
- 尾西信用金庫
- 株式会社昭和
- ユニー株式会社

## 官学連携協定先
- 安城市
- 稲沢市
- 小牧市
- 名古屋市西区

## 大学の関係者

### 学長・教授・講師
- 滝川一益[2] （学園創設者）故人
- 滝川直昭（初代学長）故人
- 稲石三二 - ハンドボール指導者（情報文化学部 元教授）故人
- 山田弘明 - 哲学者（情報文化学部 元教授）
- 栗原弘 - 歴史学者（情報文化学部 元教授）
- 森梅代 - 霊長類学者（元教授・情報文化学部長、副学長）
- 稲葉寿美 - アナウンサー （非常勤講師）

### 出身者
- 原さやか（情報メディア学科卒業） ラジオパーソナリティ
- 森ともみ（フードビジネス学科中退）タレント、盆栽家

## コミュニケーションマーク
デザインマニュアルにより、「時代を敏感に察知するセンスコミュニケーションマークとして設定」されている。
アクセントの"●"（BUNRIのアイの上部）は夢を表し、アンダーラインは未来に向かって進むべき道、そして勢いを表現している。

## スクールカラー
メインカラーとしてBUNRIマゼンタ（M：100%、Y：20%）とBUNRIオレンジ（M：70%：、Y：90%）が、サブカラーとしてBUNRIブラック（K：100%）とBUNRIグレー（K：50%）が定義されている。

## スローガン
デザインマニュアルにより、「人間力×実践力」をスローガンとして掲げている。
知識や技術を学ぶだけでなく社会人として通用する実力を育てるとの思いが込められている。

## 広告・宣伝
名古屋鉄道名鉄特急 1000系 - 1200系・1800系の電車ボディーステッカーに広告を出しており、テレビCMも放送されている。

## 公式サイト
- 名古屋文理大学